# Doric (navire de 1883)
Le Doric est un paquebot-mixte de la White Star Line mis en service en 1883. Construit par les chantiers Harland & Wolff de Belfast, il est le sister-ship de l'Ionic mis en service quelques mois plus tôt. Bien que le but originel de la construction des deux navires ne soit pas connu avec certitude, tous deux commencent leur carrière affrétés par la New Zealand Shipping Co. qui les exploite sur la ligne de Londres à Wellington.
Dès 1885, le Doric, comme son jumeau et le Coptic, est affecté à la même route, mais cette fois-ci pour le service conjoint assuré par la White Star et par la Shaw, Savill & Albion Line. Le navire s'acquitte de cette mission sans connaître d'incident majeur, jusqu'à sa refonte en 1895 afin de le moderniser. Jugé inutile sur la ligne de la Nouvelle-Zélande, le Doric est alors affrété par l'Occidental and Oriental Steamship Company entre Hong Kong et San Francisco.
C'est en 1906 que le Doric effectue sa dernière traversée selon ce contrat, alors que l'O&O se retire progressivement du marché. Il est alors vendu à la Pacific Mail Steamship Company qui l'emploie sur la même ligne, cette fois-ci sous le nom d'Asia. C'est dans le cadre de ce service que le navire s'échoue sur des rochers le 23 avril 1911. Si ses passagers sortent sains et saufs de l'accident, le navire est rapidement pillé et incendié par les pêcheurs locaux.

## Histoire

### Construction et service néozélandais

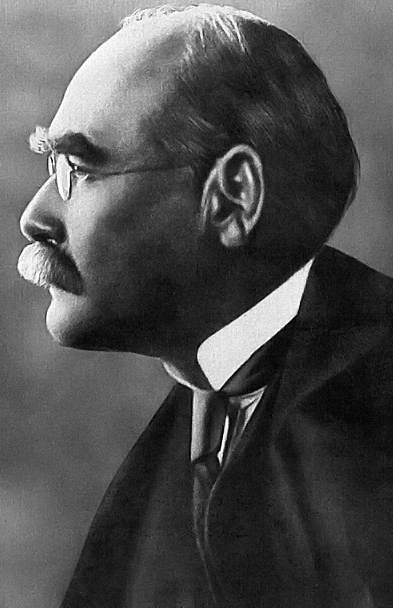
Une traversée sur le Doric inspire à Rudyard Kipling l'un de ses poèmes.

En 1883, les chantiers Harland & Wolff de Belfast mettent en construction un duo de navires pour le compte de la White Star Line, l'Ionic et le Doric. Il s'agit de versions agrandies de deux navires mis en service en 1881, l'Arabic et le Coptic. Le Doric est lancé le 10 mars 1883 ; avec son jumeau, lancé deux mois auparavant, il est l'un des premiers navires dont les machines sont construites par les chantiers eux-mêmes. Celles-ci étaient, jusqu'alors, construites par des ateliers extérieurs. Le 4 juillet suivant, le navire quitte Belfast pour Londres, faisant au passage escale à Holyhead pour embarquer Thomas Henry Ismay, président de la White Star, et plusieurs dignitaires l'accompagnant pour visiter le navire.
Les plans d'Ismay lorsqu'il a commandé ces navires sont inconnus, mais il est probable qu'il se soit tourné dès l'origine du projet vers la Nouvelle-Zélande. À cette époque, en effet, deux compagnies, la Shaw & Savill Line et l'Albion Line viennent de fusionner pour former la Shaw, Savill & Albion Line pour concurrencer la New Zealand Shipping Co. qui s'apprête à se faire livrer cinq navires flambant neufs. La route de Londres à Wellington semble donc sur le point de prospérer. À la suite de la fusion, en novembre 1882, les propriétaires de la Shaw, Savill & Albion Line entament des négociations avec Ismay afin de planifier un service conjoint, bénéficiant de l'expérience de la White Star. Un accord est vite trouvé entre les deux entreprises.
C'est pourtant au service de la New Zealand Shipping Co. que le Doric, comme le Coptic et l'Ionic avant lui, fait ses débuts dans le cadre d'un contrat d'affrètement, l'entreprise attendant ses nouveaux navires. La traversée inaugurale débute le 26 juillet 1883 ; le navire semble séduire ses quelques passagers et, lorsqu'un bébé naît à bord le 27 août suivant, il est prénommé « William Doric Jenkin » et vraisemblablement baptisé dans la cloche du navire.
Le Doric poursuit ensuite son contrat d'affrètement durant toute l'année 1884, et rejoint le service conjoint à partir du 6 janvier 1885, sur la ligne de Wellington, passant à l'aller par Tenerife, Le Cap et la Tanzanie, et au retour par le cap Horn, Montevideo et Rio de Janeiro. Les équipages sont fournis par la White Star, mais les navires sont gérés par la Shaw, Savill and Albion. Les traversées sont calmes et sans incident. En 1891, le navire a comme hôte prestigieux l'écrivain Rudyard Kipling, et son chef mécanicien, Robert Reed, inspire à l'auteur le personnage de McAndrew dans son poème McAndrew's Hymn.
En 1893, la White Star se dote d'un nouveau navire sur la ligne, le Gothic. Le Doric et le Coptic ne sont alors plus utiles sur cette route où le trafic est en baisse.

### Sur le Pacifique
En mai 1895, le Doric est donc renvoyé aux chantiers Harland & Wolff où ses installations sont améliorées, et ses machines changées pour des machines alternatives à triple expansion plus économiques, ce qui accroît son tonnage et sa vitesse. Après cette refonte, et tout comme le Coptic qui a subi le même sort peu avant, le Doric est affrété par l'Occidental and Oriental Steamship Company entre San Francisco et Hong Kong via Yokohama. Cette carrière dure dix années, durant lesquelles il transporte passagers et cargaison à travers le Pacifique. En juillet 1902, le New York Times rapporte que le Doric est arrivé à San Francisco avec une importante cargaison de plus de 2 600 tonnes de marchandises, dont pas moins de 33 210 livres d'opium, plus grande quantité de ce produit transportée par bateau à l'époque.
Le 4 août 1906, avec vingt passagers de première classe seulement à son bord, le Doric effectue sa dernière traversée pour le compte de l'O&O, qui cessa ses activités la même année avant de disparaître en 1908. À la fin de l'année, le navire est vendu à la rivale de l'O&O, la Pacific Mail Steamship Company qui le renomme Asia (le Coptic subit le même sort, devenant le Persia). Toujours affecté à la même ligne, le navire effectue sa première traversée le 11 juin 1907 sous ses nouvelles couleurs, après une rapide refonte. Le 23 avril 1911, alors qu'il part de Hong Kong, il heurte un rocher dans le brouillard près de l'île de Taichow, au large de Wenzhou. Aucune victime n'est à déplorer et les rescapés, secourus par le Shaoshing, sont conduits à Shanghaï. Le navire est pour sa part pillé puis incendié par les pêcheurs locaux.

## Caractéristiques

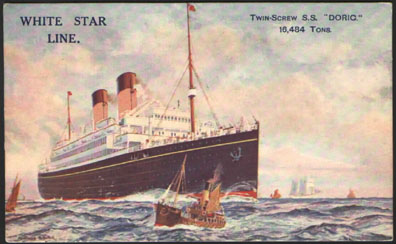
Un nouveau Doric est mis en service en 1923.

Le Doric est une version légèrement agrandie de l'Arabic et du Coptic, mesurant 134 mètres par 13,5 ; il ne diffère de l'Ionic que par sa jauge, légèrement inférieure, de 4 744 tonneaux. Elle est cependant portée à 4 784 tonneaux après refonte. Comme les deux navires précédents, il est conçu pour transporter des marchandises en bonne quantité, ainsi que 70 passagers de première classe. Il peut également embarquer 900 émigrants, et dispose d'une cale réfrigérée destinée au transport de viande.
Extérieurement, le navire est, comme tous les navires de l'époque construits pour la White Star, un navire longiligne, pourvu d'une cheminée assez basse aux couleurs de la compagnie (ocre brun surmonté d'une manchette noire). Cette cheminée est entourée de quatre mâts pouvant porter des voiles. Le navire est principalement propulsé à la vapeur, ses machines étant parmi les premières à être construites par les chantiers Harland & Wolff après celles de l'Ionic : ce sont des machines alternatives compound actionnant une hélice capable de propulser le navire à 13 nœuds. En 1895, elles sont remplacées par des machines à triple expansion, plus modernes et économiques, qui lui permettent d'atteindre une vitesse de 14 nœuds.
Au sein de la White Star, le nom de Doric est réutilisé des années plus tard, en 1923, pour un paquebot desservant cette fois-ci le Canada. Deux navires reprenant le profil et les caractéristiques du Doric et de l'Ionic sont également construits en 1885, le Belgic et le Gaelic (deuxièmes du nom), dès le départ affrétés par l'O&O sur le Pacifique.